# Елізабет (Пенсільванія)
Елізабет (англ. Elizabeth) — місто (англ. borough) в США, в окрузі Аллегені штату Пенсільванія. Населення — 1398 осіб (2020).

## Географія
Елізабет розташований за координатами 40°16′18″ пн. ш. 79°53′14″ зх. д. / 40.27167° пн. ш. 79.88722° зх. д. (40.271554, -79.887153).  За даними Бюро перепису населення США в 2010 році місто мало площу 1,07 км², з яких 0,89 км² — суходіл та 0,19 км² — водойми.

## Демографія
Згідно з переписом 2010 року, у селищі мешкали 1493 особи в 626 домогосподарствах у складі 381 родини. Густота населення становила 1390 осіб/км².  Було 715 помешкань (666/км²).
Расовий склад населення:
| - 92,0 % — білих - 4,9 % — чорних або афроамериканців - 0,3 % — корінних американців - 0,2 % — азіатів |

До двох чи більше рас належало 2,5 %. Частка іспаномовних становила 1,3 % від усіх жителів.
За віковим діапазоном населення розподілялося таким чином: 23,2 % — особи молодші 18 років, 61,7 % — особи у віці 18—64 років, 15,1 % — особи у віці 65 років та старші. Медіана віку мешканця становила 39,7 року. На 100 осіб жіночої статі у селищі припадало 85,7 чоловіків;  на 100 жінок у віці від 18 років та старших — 83,9 чоловіків також старших 18 років.
Середній дохід на одне домашнє господарство  становив 48 075 доларів США (медіана — 37 356), а середній дохід на одну сім'ю — 62 571 долар (медіана — 56 375). За межею бідності перебувало 18,5 % осіб, у тому числі 28,9 % дітей у віці до 18 років та 16,1 % осіб у віці 65 років та старших.
Цивільне працевлаштоване населення становило 619 осіб. Основні галузі зайнятості: освіта, охорона здоров'я та соціальна допомога — 20,7 %, мистецтво, розваги та відпочинок — 13,9 %, роздрібна торгівля — 12,9 %, транспорт — 12,4 %.